# Astragalus kudrjaschovii
Astragalus kudrjaschovii är en ärtväxtart som beskrevs av A.S.Korol. Astragalus kudrjaschovii ingår i släktet vedlar, och familjen ärtväxter. Inga underarter finns listade i Catalogue of Life.